# Élections sénatoriales mauritaniennes de 2009
Les élections sénatoriales mauritaniennes de 2009 ont eu lieu en Mauritanie les 8 et 15 novembre 2009 afin d'effectuer le renouvellement partiel du tiers des effectifs du Sénat.
Il s'agit des dernières sénatoriales ayant eu lieu en Mauritanie. À la suite du référendum constitutionnel du 5 août 2017, le Sénat est en effet aboli avant son renouvellement, reporté à plusieurs reprises.

## Mode de scrutin
Le Sénat, la chambre haute du parlement mauritanien, est composé de 56 membres dont 53 sont élus pour un mandat de 6 ans par les conseillers municipaux et renouvelés par tiers tous les deux ans. Dix-sept sièges sont ainsi en jeu lors de ces élections.

## Résultats
L'Union pour la République (UPR), au pouvoir, remporte douze des dix-sept sièges à pourvoir dès le premier tour tandis que deux reviennent à des indépendants, un au Parti « Tewassoul ».
Et un autre à l'Union pour la Démocratie et le Progrès (UDP). L'UPR remporte finalement le siège restant, mis en ballottage, ce qui porte son total à 38 sièges sur 56.